# Gemma Font
Gemma Font Oliveras (Tagamanent, 23 ottobre 1999) è una calciatrice spagnola, portiere del Barcellona e della nazionale spagnola.

## Carriera

### Club
Font arriva al Barcellona all'età di 13 anni giocando nelle sue formazioni giovanili fin dalla stagione 2013-2014. Due stagioni dopo è aggregata alla squadra B (riserve), con la quale disputa la Segunda División Femenina de Fútbol, secondo livello del campionato spagnolo femminile di calcio, vincendo il gruppo 3 per tre campionati consecutivi.
Inserita in rosa con la squadra titolare come vice di Sandra Paños in occasione della finale della Coppa della Regina 2016, viene stabilmente trasferita alla prima squadra come terzo portiere dalla stagione 2018-2019 affiancando, oltre a Paños, anche la messicana Pamela Tajonar.

## Statistiche

### Presenze e reti nei club
Statistiche (parziali) aggiornate al 24 maggio 2025.
| Stagione          | Squadra           | Campionato        | Campionato | Campionato | Coppe nazionali | Coppe nazionali | Coppe nazionali | Coppe continentali | Coppe continentali | Coppe continentali | Altre coppe | Altre coppe | Altre coppe | Totale | Totale |
| Stagione          | Squadra           | Comp              | Pres       | Reti       | Comp            | Pres            | Reti            | Comp               | Pres               | Reti               | Comp        | Pres        | Reti        | Pres   | Reti   |
| ----------------- | ----------------- | ----------------- | ---------- | ---------- | --------------- | --------------- | --------------- | ------------------ | ------------------ | ------------------ | ----------- | ----------- | ----------- | ------ | ------ |
| 2018-2019         | Barcellona        | PD                | -          | -          | CR              | -               | -               | UWCL               | -                  | -                  | CC          | -           | -           | -      | -      |
| 2019-2020         | Barcellona        | PD                | -          | -          | CR              | -               | -               | UWCL               | -                  | -                  | CC+SE       | -           | -           | -      | -      |
| 2020-2021         | Barcellona        | PD                | 4          | -2         | CR              | 0               | 0               | UWCL               | 1                  | 0                  | SE          | 0           | 0           | 5      | -2     |
| 2021-2022         | Barcellona        | PD                | 6          | -3         | CR              | 0               | 0               | UWCL               | 0                  | 0                  | SE          | 0           | 0           | 6      | -3     |
| 2022-2023         | Barcellona        | PD                | 9          | -2         | CR              | 1               | 0               | UWCL               | 2                  | -1                 | SE          | 0           | 0           | 12     | -3     |
| 2023-2024         | Barcellona        | PD                | 2          | -1         | CR              | 1               | 0               | UWCL               | 1                  | -4                 | SE          | 0           | 0           | 4      | -5     |
| 2024-2025         | Barcellona        | PD                | 7          | -2         | CR              | 0               | 0               | UWCL               | 0                  | 0                  | CC+SS       | 1           | 0           | 8      | -2     |
| Totale Barcellona | Totale Barcellona | Totale Barcellona | 28         | -10        | -               | 2               | 0               | -                  | 4                  | -5                 | -           | 1           | 0           | 35     | -15    |
| Totale Carriera   | Totale Carriera   | Totale Carriera   | 28         | -10        | -               | 2               | 0               | -                  | 4                  | -5                 | -           | 1           | 0           | 35     | -15    |

## Palmarès

### Club

#### Competizioni nazionali
- Campionato spagnolo di seconda divisione: 3

Barcellona B: 2015-2016, 2016-2017, 2017-2018
- Campionato spagnolo: 6

Barcellona: 2019-2020, 2020-2021, 2021-2022, 2022-2023, 2023-2024, 2024-2025
- Coppa della Regina: 4

Barcellona: 2019-2020, 2020-2021, 2021-2022, 2023-2024
- Supercoppa spagnola: 4

Barcellona: 2020, 2022, 2023, 2024, 2025

#### Competizioni internazionali
- UEFA Women's Champions League: 3

Barcellona: 2020-2021, 2022-2023, 2023-2024